# Dicrodon
Dicrodon (пустельний тегу) — рід ящірок з родини теїдових (Teiidae). Представники цього роду мешкають в Еквадорі і Перу.

## Опис
Загальна довжина досягає 15—20 см. Колір шкіри спини коричневий, буруватий, оливкуватий з численними поперечними плямочками матово-білого кольору. Черево має блакитнувате, світло—синє забарвлення. Хвіст становить приблизно половину загального розміру. Голова коротка, затуплена спереду. Кінцівки добре розвинуті.

## Спосіб життя
Полюбляють лісисті місцини, особливо зарості ріжкового дерева, пустельні місцини поблизу морського узбережжя. Зустрічаються Dicrodon досить високо у горах. Ховаються біля коріння дерев, де риють нори. Це досить швидкі тварини, які гарно лазають по деревах. Харчують переважно рослинами, плодами, інколи комахами.
Це яйцекладні ящірки. Відкладають до 4—5 яєць.
Місцеве населення полює на цих теїд, заради смачного м'яса.

## Види
Рід Dicrodon нараховує 3 види:
- Dicrodon guttulatum A.M.C. Duméril & Bibron, 1839
- Dicrodon heterolepis (Tschudi, 1845)
- Dicrodon holmbergi K.P. Schmidt, 1957

## Етимологія
Наукова назва роду Dicrodon походить від сполучення слів дав.-гр. δικροος — роздвоєний, розколотий і οδους — зуб.